# Веретея
Верете́я (рос. Веретея) — присілок у складі Орловського району Кіровської області, Росія. Входить до складу Орловського сільського поселення.
Населення становить 19 осіб (2010, 31 у 2002).
Національний склад станом на 2002 рік — росіяни 97 %.